# أنستك-كرتيفيل
أنستك-كرتيفيل حي سكني تقع إدارياً ضمن مونتريال في كندا. وتبلغ مساحتها 24.2 كم². تحدها إدارياً كل من لافال وسانت-لوران.

## وصلات خارجية
- الموقع الرسمي